# L'Éclat d'obus
L'Éclat d'obus est un roman de guerre et un roman d'espionnage de Maurice Leblanc paru en 1916, dont l'action se déroule durant la Première Guerre mondiale.

## Résumé
Durant la Grande Guerre, l'intrigue du roman suit les pérégrinations d'un personnage à la fois en quête de son épouse et du meurtrier de son père.
Arsène Lupin apparaît brièvement en médecin-major vers le milieu du récit. Écrit durant la première guerre mondiale (1916) on peut considérer le roman comme une œuvre de propagande ; les Allemands sont traités de barbares.

## Premières publications
Supposé écrit durant le 2e semestre de 1914, L'Éclat d'obus fut initialement publié en 47 feuilletons quotidiens, du 21 septembre au 7 novembre 1915, dans les colonnes du Journal.
Dans cette première version, Arsène Lupin n'apparaissait pas, même de façon fugitive.
La première édition en volume, chez son éditeur habituel Pierre Lafitte, en novembre 1916, reste conforme aux feuilletons en maintenant cette absence.
Ce n'est qu'à l'occasion de la deuxième édition, chez le même éditeur, en 1923, que Maurice Leblanc remanie le roman pour y inclure l'intervention de son personnage habituel.